# Wołodymyr Parchomenko
Wołodymyr Iwanowycz Parchomenko, ukr. Володимир Іванович Пархоменко, ros. Владимир Иванович Пархоменко, Władimir Iwanowicz Parchomienko (ur. 17 października 1957 w Żdanowie) – ukraiński piłkarz, grający na pozycji obrońcy, trener piłkarski.

## Kariera piłkarska
Wychowanek Łokomotywu Żdanow. Pierwszy trener I.Briskin. W 1975 rozpoczął karierę piłkarską w Łokomotywie Żdanow, ale potem był powołany do służby wojskowej. Po zwolnieniu z wojska w 1978 został piłkarzem Dinama Leningrad. W 1980 przeniósł się do Dinama Kirow. W 1983 został zaproszony do Szachtara Donieck, w którym występował 5 lat. Od 1988 do 1990 bronił barw klubów Guria Lanczchuti, Metałurh Zaporoże, Łokomotiw Gorki i Krywbas Krzywy Róg. Latem 1990 dołączył do amatorskiego zespołu Pryładyst Mukaczewo, skąd w następnym sezonie przeniósł się do węgierskiego Diósgyőri VTK. Na początku 1993 przeszedł do FC Eger. Latem 1993 powrócił do Ukrainy, gdzie zasilił skład drugoligowego Bażanowca Makiejewka. Również grał w drużynie amatorskiej Aton Donieck. Latem 1994 powrócił do FC Eger. W 1995 roku zakończył karierę piłkarza w drużynie Aton Donieck.

## Kariera trenerska
Po zakończeniu kariery piłkarskiej rozpoczął pracę szkoleniowca. W lipcu 2001 stał na czele klubu Maszynobudiwnyk Drużkiwka, którym kierował do końca roku. Na początku 2002 został mianowany na stanowisko głównego trenera FK Sumy. Po zakończeniu sezonu 2001/02 opuścił Sumy. W lipcu 2003 dołączył do sztabu szkoleniowego Arsenału Charków, w którym pomagał trenować piłkarzy do końca 2004 roku. W sierpniu 2005 po raz kolejny prowadził sumski klub, który zmienił nazwę na Spartak Sumy. Od października 2005 do stycznia 2006 ponownie pełnił obowiązki głównego trenera Spartaka Sumy. Obecnie pracuje w Akademii Piłkarskiej Szachtar Donieck.

## Sukcesy i odznaczenia

### Sukcesy piłkarskie
Szachtar Donieck
- zdobywca Pucharu ZSSR: 1983
- finalista Pucharu ZSSR: 1986
- zdobywca Pucharu sezonu ZSSR: 1984

### Nagrody i odznaczenia
- tytuł Mistrza Sportu ZSRR